# Bunostomum
Bunostomum ist eine Gattung der Hakenwürmer, deren Vertreter im Dünndarm bei Wiederkäuern parasitieren. Die von ihnen ausgelöste Erkrankung wird als Bunostomose bezeichnet.

## Merkmale
Bunostomum gehören zu den größeren Hakenwürmern im Dünndarm. Sie sind 1 bis 3 cm lang, kräftig, gräulich-weiß und das Vorderende ist deutlich hakenartig gebogen. Die Mundöffnung liegt vorn-rückenseitig und hat zwei gut entwickelte Schneideplatten. Ihre Umgebung ist mit girlandenartigen Kutikula-Bildungen versehen. Der Ösophagus hat eine Länge von etwa 10 % der Körperlänge.

## Lebenszyklus
Die Ansteckung mit der Larve 3 kann über die Haut oder oral erfolgen. Nach Penetration der Haut wandern die Larven zur Lunge, häuten sich dort zur Larve 4 und gelangen nach etwa 11 Tagen in den Magen-Darm-Kanal. Oral aufgenommene Larven zeigen keine Körperwanderung, sondern verbleiben im Dünndarm und entwickeln sich dort zu den Adulten.

## Systematik
Bunostomum wird von Hodda (2022) in die Tribus Bunostomini und die Untertribus Bunostominii eingeordnet. Die Tribus Bunostomini war von Arthur Looss 1911 zur Unterfamilie Bunostominae erhoben worden, nach der neueren Systematik sind sie wieder als Tribus in die Hakenwürmer (Ancylostomatinae) integriert. Zur Gattung gehören folgende Arten:
- Bunostomum bhavanagarense Ramanujachari & Alwar, 1951
- Bunostomum brevispiculum Mönnig, 1926
- Bunostomum cobi Railliet, 1902
- Bunostomum dentatum Mönnig, 1931
- Bunostomum floridanus Railliet, 1902
- Bunostomum hamatum Mönnig, 1926
- Bunostomum phlebotomum (Railliet, 1900)
- Bunostomum trigonocephalum (Rudolphi, 1808)